# Tractat de Maastricht

Mapa de la UE 1992/93

El Tractat de Maastricht és el nom amb què es coneix el Tractat de la Unió Europea (TUE) (el nom ve donat per la ciutat neerlandesa de Maastricht, on se signà l'acord i on es van dur a terme les negociacions finals durant el mes de desembre de 1991). Fou un acord signat el 7 de febrer de 1992 pels membres de la Comunitat Europea (CE). Entrà en vigor l'1 de novembre de 1993 i portà a la creació de la Unió Europea que en endavant substituí la CE i fou el resultat de la resolució separada de diverses negociacions en temes d'unió monetària i política. És, juntament amb el Tractat de Funcionament de la Unió Europea, un dels tractats fundacionals de la Unió Europea.
El TUE original estava format per una sèrie de tractats preexistents, els llavors vigents eren tres, amb els noms de les respectives Comunitats Europees a les quals donaven lloc: el Tractat constitutiu de la Comunitat Europea del Carbó i l'Acer, el Tractat constitutiu de la Comunitat Europea de l'Energia Atòmica i el Tractat constitutiu de la Comunitat Econòmica Europea. Aquests tres tractats són considerats com el pilar comunitari (o primer pilar) i el TUE ve a afegir dos pilars polític-jurídics nous, que ell mateix regula: la política exterior i de seguretat comuna (o segon pilar, PESC) i els afers de justícia i interior (JAI) o tercer pilar. Es concebia així el conjunt com si fos un temple grec, conformat sobre tres grans pilars d'integració i funcionament que aixecaven un fris superior, la nova Unió Europea, que presidia tot el paisatge comunitari i l'integrava en una superestructura.
El Tractat de Maastricht ha estat modificat pels Tractats d'Amsterdam, Niça i Lisboa.

## El tractat
Els acords fonamentals del tractat són els següents:
- Creació d'una moneda única per a tots els països de la UE (l'Euro) basant-se en una cistella de divises formada per totes les monedes de la unió.
- Introducció de l'estructura de tres pilars:
  - El pilar comunitari (el qual heretà les competències econòmiques i comercials de la CE).
  - El pilar de Política Exterior i de Seguretat Comuna (PESC).
  - El pilar de justícia i assumptes interiors.

Originalment, la Comunitat Econòmica Europea (CEE) tractava fonamentalment temes de matèria econòmica i comercial. La Comissió Europea i el Tribunal Europeu de Justícia, ambdós independents dels governs de la CE tenia molt poder també. El Parlament Europeu, el qual és directament elegit pels ciutadans dels estats membres, tenia també algun poder i els governs nacionals tenien la part restant de poder. Des de mitjans dels anys 80, s'adoptà progressivament el sistema de votació majoritària. Aquest sistema, al qual s'anomenà "Mètode Comunitari", es basa en el supranacionalisme, ja que les institucions internacionals que ostenten un gran poder no estan directament controlades pels governs dels estats membres i es poden donar casos en què els estats hagin d'adoptar decisions que no comparteixen.
Arribats a aquest punt, es desitjava afegir competències en temes de política exterior, militar i de seguretat a la CE. No obstant això, alguns estats membres consideraven aquestes àrees massa sensibles per ser gestionades per la CE i que el poder dels governs dels estats en aquests temes havia de ser més gran del que tenien fins al moment. Això implicava utilitzar un sistema intergovernamental, per oposició al sistema supranacional que s'estava utilitzant. Altres estats membres, però, temien que convertir la CE en un sistema intergovernamental soscavaria el poder de les institucions internacionals independents (la Comissió Europea, el Tribunal Europeu de Justícia i el Parlament Europeu). Per solucionar aquest conflicte es decidí desenvolupar l'estructura de tres pilars (un primer pilar amb competències econòmiques, un segon pilar amb competències de política exterior i un tercer pilar amb competències en justícia)

## Els tres pilars
El pilar central, el primer, és l'anomenat Pilar Comunitari. Hereta la majoria de competències que fins al moment desenvolupava la Comunitat Europea. El Tractat de Maastricht, però, aporta grans novetats a aquest pilar:
- Reconeixement d'una ciutadania europea.
- Creació de la Unió monetària i econòmica.
- Es declarà la cohesió econòmica i social dels estats membres com un objectiu de la unió. A partir d'aquí sorgeixen els anomenats Fons de Cohesió.
- Promou la cooperació en temes de formació i investigació, transport, medi ambient i altres competències d'àmbit nacional.
- Es dota de més competències al Parlament Europeu. Es reforma la Comissió Europea, es crea el Comitè de les Regions i s'estableix la futura creació del Banc Central Europeu.

El segon pilar, compren les àrees de política exterior i militar. S'estableix una Política Exterior i de Seguretat Comuna (PESC) amb la finalitat d'emprendre accions conjuntes de cara a l'exterior. El poder de decisió sobre aquestes polítiques recau en el Consell Europeu.
El tercer pilar, és el que compren les àrees de justícia i seguretat interior. La principal aportació del Tractat de Maastricht a aquest camp és la creació de l'Europol, el que en un futur se suposa que ha d'esdevenir una policia europea i el foment de la cooperació en termes de terrorisme, immigració, delinqüència internacional...
En aquest àmbit cal destacar també que dos anys abans (1990) s'havia signat l'Acord de Schengen que possibilita la lliure circulació de persones entre els països membres.
| Unió Europea (UE) | Unió Europea (UE) | Unió Europea (UE)                                                                                  | Unió Europea (UE) | Unió Europea (UE) | Unió Europea (UE) | Unió Europea (UE) |
| | Primer Pilar | | Segon Pilar       |                   | Tercer Pilar      |                   |
| Comunitat Europea (CE) | Política Exterior i de Seguretat Comuna (PESC) | Cooperació policial i judicial en matèria penal (CPJP)                                             |                   |                   |                   |                   |
| --- | --- | -------------------------------------------------------------------------------------------------- | ----------------- | ----------------- | ----------------- | ----------------- |
| - Unió duanera i Mercat comú - Política Agrària Comuna (PAC) - Política Pesquera Comuna - Dret de la Competència - Unió monetària i econòmica - Ciutadania europea - Educació i Cultura - Xarxes transeuropees - Protecció del Consumidor - Assitència Sanitària - Recerca - Dret Ambiental - Política Social - Asil polític - Acords de Schengen - Immigració | Política exterior: - Drets humans - Democràcia - Ajuda humanitària Política de Seguretat: - Política Europea de Seguretat i Defensa - Grups de Combat - Forces de pacificació | - Narcotràfic i tràfic d'armes - Terrorisme - Tràfic de persones - Crim organitzat - Suborn i frau |                   |                   |                   |                   |
| | | |                   |                   |                   |                   |

## Ratificació
La ratificació del tractat pels estats membres es trobà amb nombroses dificultats. Cal tenir en compte que la crisi econòmica que patia Europa l'any 92, la debilitat del Sistema Monetari Europeu davant els atacs especulatius i la incapacitat de la Comunitat Europea per intervenir en el conflicte dels Balcans provocaren un augment de l'euroescepticisme. A França es realitzà un referèndum en el qual només un 51,05% votà a favor d'aprovar-lo. A Dinamarca es rebutjà el tractat original. I al Regne Unit, la ratificació la dugué a terme el parlament on per un ajustat marge el govern de John Major aconseguí el suport per ratificar-lo.
Amb els anys, el tractat ha sofert algunes modificacions.